# La Cova dels Gats
La cova dels gats, es una cueva-refugio de la época del Neolítico (gr. νεο- neo- "nuevo"; gr. λίθος, líthos “piedra”) aunque podemos decir que, por los motivos decorativos encontrados en varias piezas y su datación sobre el segundo milenio, pertenece al denominado Horizonte Campaniforme de Transición (H.C.T.) datado entre 2500-2100 cal. B.C. Esta cueva se sitúa en el término municipal de Alzira (Valencia).

## Situación
La Cova dels Gats se encuentra en la Comunidad Valenciana, comarca de la Ribera Alta en el término municipal de Alzira. Está orientada hacia el Vall d´Aigües Vives, sobre una altitud de 103 metros sobre el nivel del mar, en unos escarpes que se limitan por el noroeste con el denominado Plà del Gall y de la partida del Estret. Coordenadas: X: 00º 24' 13" W. Y: 39º 07' 20" N. UTM.: X: 724439.97
Además, se localiza cerca de la Muntanya Assolada, en la zona septentrional de la Serra de Corbera, donde hubo un intenso poblamiento durante la época del Eneolítico y de la Edad del Bronce. En esta montaña se hallan diversos poblados como el de la Muntanyeta dels Galls de Alzira, el de la Muntanya de Carles Corbera o el de Cabeçol de l´Anell de Carcaixent y de una serie de cuevas sepulcrales como la Cova del Pic o la Cova del Barranc de Xarxa entre otras.

## Morfología
Abertura de 1 x 0,50 metros. Se accede es a través de una sima de unos 3 metros y por medio de esta a otra de unos 7 metros de profundidad que conduce a una galería de 10 x 3 x 8 metros. Su recorrido es de 16 metros y con una profundidad es de unos 12 metros.

## Historia
El Eneolítico Valenciano tiene su inicio hacia el 3000 a. C. y su final en el 1600 a. C. Entre ambas fechas dio comienzo el Bronce Valenciano, el cual se situaría entre el 2000 y el 1700/1600 a. C. Sobre principios del período del Bronce Valenciano, se encuentra el llamado Horizonte Campaniforme de Transición caracterizado por el impresionante desarrollo de la técnica campaniforme incisa, donde pertenece la Cova dels Gats.
Esta cueva fue descubierta por Julio Escandell durante 1965 en la partida del Pla del Galls y del Estret. Encontró fragmentos y un cuenco de cerámica además de diversos materiales como huesos largos, otros muy fragmentados y un cráneo. Escandell dio aviso al Servicio de Investigación Prehistórica de Valencia donde acudió el subdirector Enrique Plá Ballester y a su ayudante el señor Montañana para la realización de una prospección. En la galería interior, un grupo de montañistas pertenecientes al grup12 de Alzira, recuperaron una punta de flecha, un brazalete de arquero de piedra, un cuchillo de sílex, una vasija campaniforme y fragmentos pertenecientes a otras cuatro vasijas, las cuales fueron reconstruidas posteriormente. Todo este material fue entregado al S.I.P. El 27 de septiembre de 1965 se realizó una prospección por parte del S.I.P. (Servicio de Investigación Prehistórica) efectuándose una cata en el punto más próximo a la cueva donde se recogieron dientes de un individuo, un cráneo humano, un fragmento de punzón de hueso, un colmillo de jabalí y otros fragmentos de cerámica lisa realizados con pasta grosera y en cuya masa se pudo apreciar unas piedras minúsculas que se añadieron a esta para realizar la técnica de cocción por reducción. La Cova dels Gats pertenece a la tipología de cuevas-refugio puesto que no presentan un gran material suntuario y tan significativo, como en las cuevas-santuario, sino que suele ser bastante tosco, pobre y escaso. Aparte de todo ello, no encontramos elementos que podamos vincular con el ritual del mundo ibérico y las cerámicas pintadas encontradas y su representación es mínima. Probablemente este tipo de cuevas-refugio fueran utilizadas por los pastores para refugiarse o por individuos excluidos de la sociedad en la que vivían o por algún grupo marginal.

## Material
Los materiales pertenecientes a esta cueva pertenecen al H.C.T datado entre 2500-2100 cal. B.C,. Una pequeña parte de éstos procede de la criba y de la prospección que efectuó el equipo colaborador del S.I.P. , Francisco Arbona, M.ª Jesús de Pedro, Agustín Ferrer, Mª Dolores Llavador y Rafael Matoses. La gran mayoría de los objetos pertenecen a colecciones privadas y a donaciones. Relación de materiales: 1. Vaso campaniforme con decoración incisa, 2. Once fragmentos de un vaso campaniforme con decoración puntillada, 3. Vaso campaniforme inciso y pseudoinciso, 4. Vaso campaniforme con decoración incisa (desaparecido), 5. Cuenco de perfil "s" campaniforme con decoración incisa, 6. Fragmento de borde de un vaso campaniforme inciso, 7. Cuenco globular con decoración campaniforme incisa (desaparecido), 8. Cuenco con hombro, decoración campaniforme incisa y base en ónfalo, 9. Cuenco hemisférico liso, 10. Cuenco globular, decoración incisa y base aplanada, 11. Cuenco hemisférico liso, 12. Cuenco liso y hemisférico, 13. Cuenco hemisférco liso, 14. Cuenco globular liso, 15. Olla globular con cuello corto exvasado, 16. Cubilete troncocónico de base convexa poco pronunciada, 17. Cubilete de carena alta, 18. Gran vaso globular lisa con base convexa, 19. Fragmento de vaso carenado con asa anular y vertical de pequeñas dimensiones sobre carena, 20. Fragmento tipo frutero liso con base de copa, 21. Fragmento liso de base en ónfalo. 22. Puñal de cobre con tres remaches para el enmangue, 23. Diversos fragmentos de cerámica lisa, 24. Punzón de Cobre con engrosamiento central, 25. Punta de Palmela de cobre, 26. Punzón largo de cobre, biapuntado y sección cuadrada, 27. Arete de cobre, 28. Fragmento de botón de hueso triangular con perforación en "V", 29. Brazalete de arquero, 30. Dos fragmentos de punzón sobre una tibia de conejo, 31. Espátula de hueso de forma plana, 32. Dos arzuelas de piedra pulida, 33. Fragmento de punta de aguja, 34. Dieciséis puntas de flecha con retoque bifacial plano, 35. Raspador de sílex, 36. Una Cypraea perforada, 37. Seiscientas sesenta y cuatro cuentas discoidales en pizarra y caliza.
Material cerámico
Las cerámicas denominadas de “vaso campaniforme” fueron utilizadas en el Calcolítico siendo unas de las segundas series típicas productivas. En península ibérica es algo más complejo puesto que se añaden algunas variedades en cuanto a la decoración como la puntillada compleja o por ejemplo los diversos estilos de las regiones que combinaban impresión e incisión. Estas vasijas tal vez estuvieran asociadas a rituales en las que se pudo incluir el consumo tanto de hidromiel como de bebidas fermentadas además de ser un objeto de prestigio. Las primeras cerámicas de estilo campaniforme que pertenecen al estilo marítimo, liso o cordado, se localizan en tierras valencianas. Será sobre el 2200 a. C. cuando se inicia el denominado Horizonte Campaniforme de Transición (H.C.T.) que produjo un desarrollo espectacular en cuanto a la cultura campaniforme local. La técnica eran prácticamente las que ya se utilizaban, pero las piedras, que tenían un carácter decorativo, habitualmente su acabado solía presentar un bruñido brillante y su cocción podía ser o bien oxidante (coloración ocre) o reductora (coloración gris o negra) realizadas dentro de horneras o en hogueras de hoyo. En esta etapa perduró el estilo compuesto con decoraciones del Estilo marítimo como podemos ver el vaso de la Cova dels Gats o un estilo inciso como en la cazuela campaniforme de la Cova del Gats que también presenta un perfil acampanado.
Existen dos tipos de decoraciones de las cerámicas campaniformes: 1. "Horizonte Marítimo" realizadas por medio de las técnicas puntillada, cordada y mixta, y 2. el H.C.T que predomina la técnica incisa y pseudoincisa con perduraciones de ciertos tipos de puntillados.
En cuanto a las decoraciones del H.M., encontramos una vasija con el llamado "estilo compuesto" que utiliza una serie de decoraciones de bandas simples alternas, combinando otros motivos en las franjas decoradas además de utilizar la técnica incisa. En la fase H.C.T la decoración de la cerámica campaniforme está realizada mediante cuatro técnicas diferentes: 1. La incisión, 2. La pseudoexcisión, 3. El estampado y 4. El puntillado. En esta fase se encuentra una serie de vasos campaniformes con poca profundidad, cuya altura normalmente es igual o supera el diámetro de la boca. En la Cova dels Gats se halló varios vasos de este tipo. Este tipo de cazuelas tienen un índice de profundidad que se encuentra situado por encima de 60. Este tipo de cazuelas de la fase H.C.T. se encontraron dos en la Cova dels Gats cuyo estilo pertenece al inciso. Éstas se distinguen por una decoración más complicada donde predomina una serie de motivos lineares con una franja final de triángulos cuyo vértice está hacia abajo. También se han hallado dos cuencos con el estilo pseudoexciso y estampado cuya decoración es con una o dos bandas cuyas franjas finales son triángulos, un cuenco campaniforme con decoración incisa y con hombro y unos cubiletes profundos de dimensiones pequeñas cuyo H y su Db no superan los 10 cm los cuales son de dos tipos dos clases: unos troncónicos o cilindros que se distinguen por su base poco convexa y aplanada y los de carena alta. Finalmente la copa tipo frutero con decoración lisa.
1. Vaso campaniforme con decoración incisa
2. Once fragmentos de un vaso campaniforme con decoración puntillada.
3. Vaso campaniforme inciso y pseudoinciso.
4. Vaso campaniforme con decoración incisa (desaparecido).
5. Cuenco de perfil "s" campaniforme con decoración incisa.
6. Fragmento de borde de un vaso campaniforme inciso.
7. Cuenco globular con decoración campaniforme incisa (desaparecido).
8. Cuenco con hombro, decoración campaniforme incisa y base en ónfalo.
9. Cuenco hemisférico liso.
10. Cuenco globular, decoración incisa y base aplanada.
11. Cuenco hemisférico liso.
12. Cuenco liso y hemisférico.
13. Cuenco hemisférco liso.
14. Cuenco globular liso.
15. Olla globular con cuello corto exvasado.
16. Cubilete troncocónico de base convexa poco pronunciada.
17. Cubilete de carena alta.
18. Gran vaso globular lisa con base convexa.
19. Fragmento de vaso carenado con asa anular y vertical de pequeñas dimensiones sobre carena.
20. Fragmento tipo frutero liso con base de copa.
21. Fragmento liso de base en ónfalo.
22. Diversos fragmentos de cerámica lisa.

Industria lítica
1. Un brazalete de arquero de arenisca que corresponde al tipo 2 de Sangmeister que se distinguen por ser fusiforme y con dos perforaciones.
2. Dos azuelas de piedra pulida.
3. Raspador de sílex con hoja retocada.
4. Dieciséis puntas de flecha de sílex.
5. Seiscientas sesenta y cuatro piezas de pizarra y caliza.

Industria ósea
1. Botones con perforación en forma de "V" de hueso. El de la Cova dels Gats se distingue por su forma triangular respecto al de "caparazón de tortuga" o piramidal.
2. Dientes de un individuo, un cráneo humano.
3. Espátula plana de hueso.
4. Dos fragmentos de punzón.
5. Fragmento de punta de aguja de hueso con sección circular.

Metales
1. Punta de Palmela de cobre. Este tipo de puntas es escasa en la zona del País Valenciano. El ejemplar de esta cueva se encuentra más relacionada con el estilo "BraganÇa" que con estilo clásico de la Palmela. Esto hace pensar que su cronología es más tardía y se situaría incluso dentro del Bronce Valenciano y no en el H.C.T.
2. Un punzón de cobre. Normalmente suelen tener una sección cuadrada y biapuntados. En este caso este punzón presenta un engrosamiento en la parte central cuyo paralelo lo podemos encontrar en la Cultura Argárica.
3. Arete de cobre
4. Punzón de cobre con engrosamiento central.
5. Puñal de cobre triangular con tres remaches.